# Touzac (Charente)
Touzac és un municipi francès situat al departament del Charente i a la regió de la Nova Aquitània. L'any 2007 tenia 457 habitants.

## Demografia

### Població
El 2007 la població de fet de Touzac era de 457 persones. Hi havia 172 famílies de les quals 32 eren unipersonals (16 homes vivint sols i 16 dones vivint soles), 62 parelles sense fills, 62 parelles amb fills i 16 famílies monoparentals amb fills.
La població ha evolucionat segons el següent gràfic:
Habitants censats

### Habitatges
El 2007 hi havia 212 habitatges, 181 eren l'habitatge principal de la família, 15 eren segones residències i 15 estaven desocupats. Tots els 211 habitatges eren cases. Dels 181 habitatges principals, 116 estaven ocupats pels seus propietaris, 58 estaven llogats i ocupats pels llogaters i 7 estaven cedits a títol gratuït; 10 tenien dues cambres, 23 en tenien tres, 65 en tenien quatre i 83 en tenien cinc o més. 164 habitatges disposaven pel capbaix d'una plaça de pàrquing. A 93 habitatges hi havia un automòbil i a 82 n'hi havia dos o més.

### Piràmide de població
La piràmide de població per edats i sexe el 2009 era:
| Homes | Edats   | Dones |
| ----- | ------- | ----- |
| 0     | 95 o +  | 0     |
| 0     | 90 a 94 | 8     |
| 0     | 85 a 89 | 0     |
| 4     | 80 a 84 | 0     |
| 16    | 75 a 79 | 8     |
| 0     | 70 a 74 | 12    |
| 8     | 65 a 69 | 4     |
| 24    | 60 a 64 | 16    |
| 4     | 55 a 59 | 8     |
| 12    | 50 a 54 | 20    |
| 20    | 45 a 49 | 24    |
| 24    | 40 a 44 | 20    |
| 16    | 35 a 39 | 16    |
| 16    | 30 a 34 | 16    |
| 16    | 25 a 29 | 16    |
| 12    | 20 a 24 | 4     |
| 16    | 15 a 19 | 16    |
| 24    | 10 a 14 | 32    |
| 12    | 5 a 9   | 8     |
| 8     | 0 a 4   | 8     |

## Economia
El 2007 la població en edat de treballar era de 288 persones, 216 eren actives i 72 eren inactives. De les 216 persones actives 205 estaven ocupades (112 homes i 93 dones) i 11 estaven aturades (2 homes i 9 dones). De les 72 persones inactives 26 estaven jubilades, 24 estaven estudiant i 22 estaven classificades com a «altres inactius».

### Ingressos
El 2009 a Touzac hi havia 175 unitats fiscals que integraven 445,5 persones, la mediana anual d'ingressos fiscals per persona era de 16.605 €.

### Activitats econòmiques
Dels 17 establiments que hi havia el 2007, 1 era d'una empresa extractiva, 1 d'una empresa alimentària, 1 d'una empresa de fabricació d'altres productes industrials, 3 d'empreses de construcció, 2 d'empreses de comerç i reparació d'automòbils, 1 d'una empresa de transport, 1 d'una empresa d'hostatgeria i restauració, 1 d'una empresa d'informació i comunicació, 2 d'empreses financeres, 2 d'empreses immobiliàries, 1 d'una empresa de serveis i 1 d'una empresa classificada com a «altres activitats de serveis».
Dels 5 establiments de servei als particulars que hi havia el 2009, 1 era una funerària, 1 taller de reparació d'automòbils i de material agrícola, 1 paleta, 1 lampisteria i 1 restaurant.
L'any 2000 a Touzac hi havia 34 explotacions agrícoles.

## Equipaments sanitaris i escolars
El 2009 hi havia una escola elemental.

## Poblacions més properes
El següent diagrama mostra les poblacions més properes.